# Itame circumflexaria
Itame circumflexaria är en fjärilsart som beskrevs av Eduard Friedrich Eversmann 1848. Itame circumflexaria ingår i släktet Itame och familjen mätare. Inga underarter finns listade i Catalogue of Life.